# Кикимора
Кикимора в славянската митология е домашен женски дух, често отъждествяван с Домница, която е партньорка на Домовика.
Съвсем в дуалистичния контрастен дух на славянската вяра, Кикимора едновременно помага и вреди на хората, като по традиция всичко зависи от тях самите. Така, ако домакинята поддържа усърдно дома си, Кикимора по цели нощи ще върши от домакинската работа за другия ден, ще вдъхва доволство и спокоен сън на децата, но ако домакинята е немарлива, мързелива, Кикимора ще стене от здрач до зори, ще дърпа косите на децата, ще ги буди посреднощ и ще ги плаши, нарочно ще пакости, разхвърля и мърси, така че и малкото свършена работа да отиде нахалост.
Вероятно образът на Кикимора първоначално е възникнал като олицетворение на духа на починала по-стара домакиня от същия дом. Тук дом носи не толкова значението на къща, а на сбор от хора – близки родственици – които живеят под един покрив. Добре е да се вземе под внимание, че до края на 7 век. славяните живеят в строг патриархален строй, в който най-малката обществена единица не е семейството, а целият род, който живее и работи заедно.
Родът е обединение на кръвен принцип, в което всички хора са в родствени връзки един с друг и имат общи баща или дядо и майка или баба. И когато се е случело бабата, най-старата домакиня, основателката на рода да умре, наследниците ѝ са предполагали, че духът ѝ остава в дома. Тя е била толкова привързана и закрепостена към него, че и след смъртта си е носела домашните си задължения, продължавала е да бди над порядъка като Кикимора, със стонове и пакости принуждавайки наследничките си да си вършат съвестно работата. В подкрепа на такова предположение е съставката „-мора“ в името на Кикимора, с която дума славяните обозначавали душите на умрелите.